# Reichsfilmzensur
Die Reichsfilmzensur war die staatliche Filmzensurbehörde zu Zeiten der Weimarer Republik.

## Geschichte
Der Rat der Volksbeauftragten hatte am 12. November 1918 jede Zensur für beendet erklärt. Trotzdem unterwarfen sich die großen Verleiher freiwillig den Entscheidungen der Filmprüfstelle der Polizei Berlin. Mit dem Reichslichtspielgesetz vom 12. Mai 1920 wurde die Filmzensur jedoch wieder einer staatlichen Regelung unterworfen. Es existierten zwei Büros, eines in Berlin und bis 1934 eines in München sowie eine Oberzensurstelle, die für Berufungen zuständig war. Die Entscheidungen wurden auf farblich unterschiedlichen (jugendfrei, nicht jugendfrei, darf nicht als Detektivfilm angekündigt werden etc.) Zensurkarten festgehalten. Es gab in etwa 70.000 Entscheidungen, viele Karten gingen während des Zweiten Weltkriegs verloren. Es existieren noch ca. 41.000 Karten, davon alleine beim Bundesarchiv-Filmarchiv etwa 40.000.